# Lista de raças de abelhas melíferas
Embora a apicultura moderna tem-se concentrado principalmente na Apis mellifera Linnaeus, naturalmente presente na Eurásia e em África, depois exportada para as Américas e Oceânia, existem muitas outras espécies como a abelha asiática ( Apis cerana Fabricius) e as Meliponas (tribo Meliponii, não pertencentes ao género Apis ), que compõe a lista de raças de abelhas melíferas.

## Taxonomia
Os fenómenos do voo nupcial, da enxameação e da proximidade de populações selvagens dificultam aos humanos a seleção e manutenção de uma raça. Nomes trinomiais, como Apis mellifera mellifera para a abelha preta, envolvem a noção de subespécie. Estas subespécies são divididas em ecótipos. Portanto, quando falamos de uma raça de abelha, muitas vezes nos referimos a uma subespécie ou a um ecótipo. Ainda existem raças artificiais, como a Buckfast obtida graças ao trabalho de seleção e cruzamento do irmão Adam. Tais empreendimentos ainda existem, hoje auxiliados pela inseminação artificial de rainhas.
Tal como acontece com outros animais de criação, os nomes das raças de abelhas referem-se frequentemente à localização geográfica de onde se originaram. É portanto nesta lógica que se organizaram as diferentes raças de abelhas desta lista, por vezes em detrimento da sua relação filogenética.

## géneroApis[1]

### América
- Apis mellifera mellifera (Linnaeus, 1758) ou abelha preta (também chamada A. m. mellifica )

### Ásia
- Apis cerana (Fabricius, 1793) ou abelha asiática
  - Apis cerana cerana (Fabricius)[2]
  - Apis cerana indica (Fabricius) ou abelha indiana[2]
  - Apis cerana nuluensis (Tingek, Koeniger & Koeniger, 1996) também conhecida como abelha de bornéu

### África

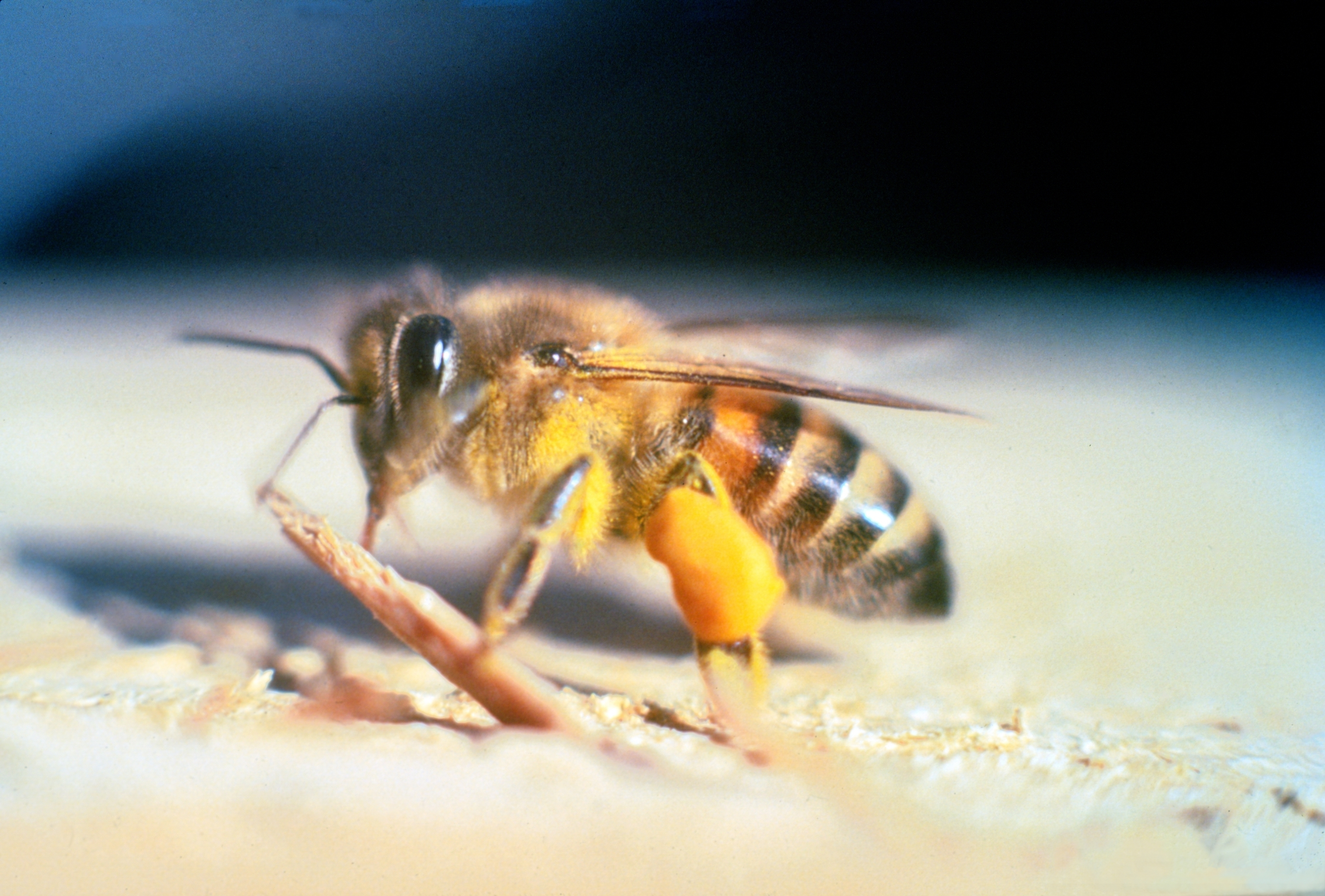
Apis mellifera scutellata

#### Magrebe
- Apis mellifera intermissa (Buttel-Reepen, 1906) ou abelha Tellian
- Apis mellifera sahariensis (Baldensperger, 1922) ou abelha do Saara

#### África Subsariana
- Apis mellifera lamarckii (Cockerell, 1906) ou abelha egípcia (anteriormente chamada Amfasciata )
- Apis mellifera adansonii (Latreille, 1804)
- Apis mellifera jemenitica (Ruttner, 1975) ou abelha do Iêmen (anteriormente chamada de Amnubica )
- Apis mellifera littorea (Smith, 1961)
- Apis mellifera scutellata (Lepeletier, 1836) ou abelha africana
- Apis mellifera monticola (Smith, 1961)
- Apis mellifera capensis (Escholtz, 1821) ou abelha do Cabo
- Apis mellifera unicolor (Latreille, 1804)

### Eurásia

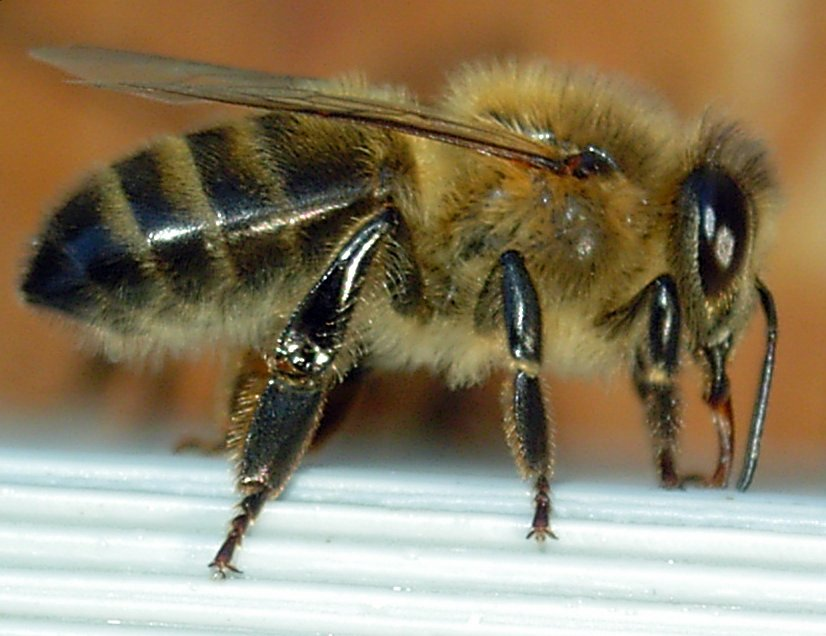
Apis mellifera mellifera

#### Norte e oeste da Europa
- Apis mellifera mellifera (Linnaeus, 1758) ou abelha preta (também chamada A. m. mellifica )
- Apis mellifera iberiensis ( Engel, 1999) ou abelha ibérica, é uma sub-espécie híbrida entre a abelha africana (linhagem A) e da Europa Ocidental (linhagem M)[3]

#### Sul e Sudeste da Europa

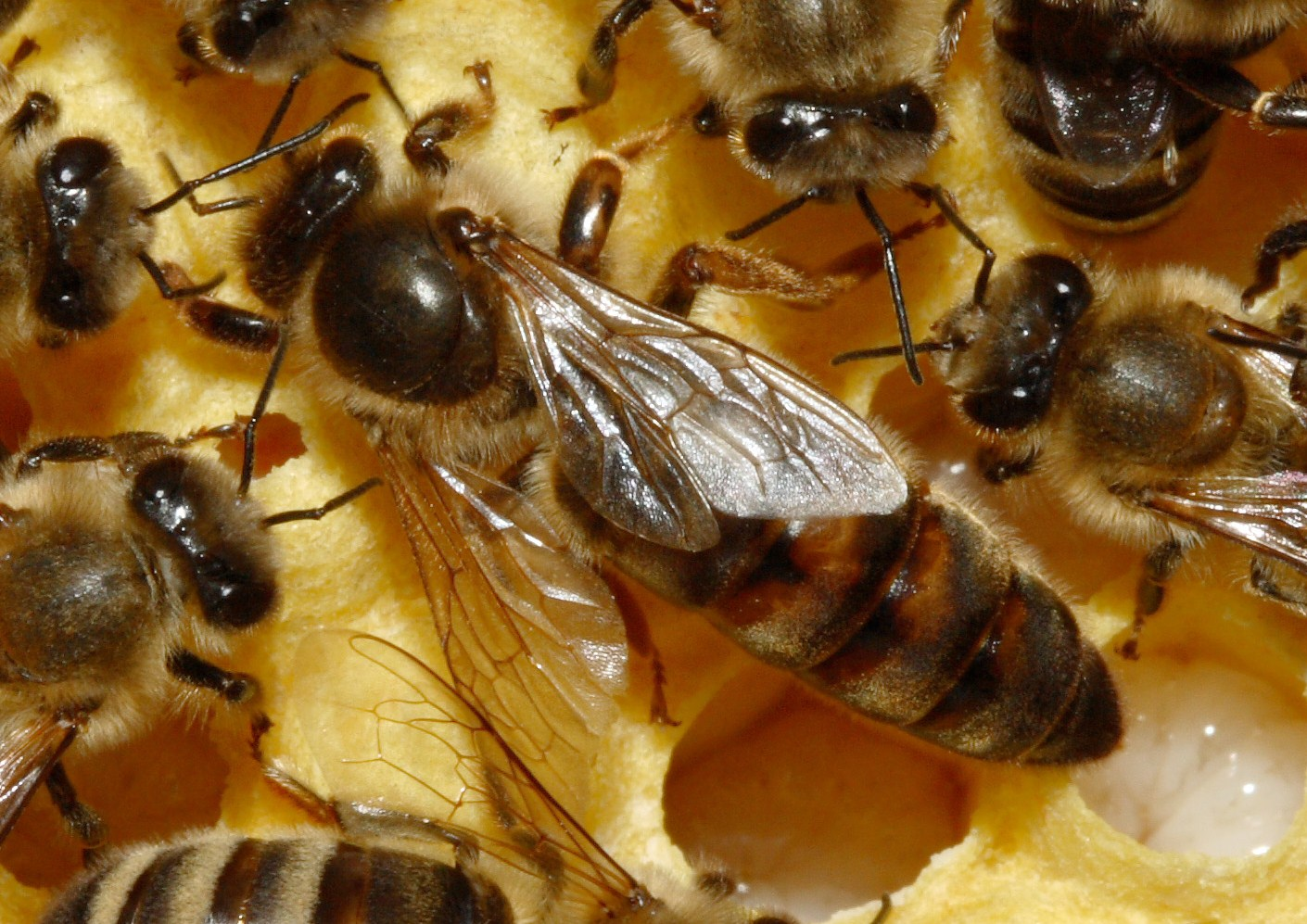
Apis mellifera carnica

- Apis mellifera carnica (Pollman, 1879) ou abelha Carnolian
- Apis mellifera ligustica (Spinola, 1806) ou abelha italiana
- Apis mellifera sicula (Montagano, 1911) ou abelha siciliana
- Apis mellifera cecropia (Kiesenwetter, 1860)
- Apis mellifera macedonica (Ruttner, 1987) ou abelha macedônia

#### Rússia
- Abelha russa

#### Médio Oriente

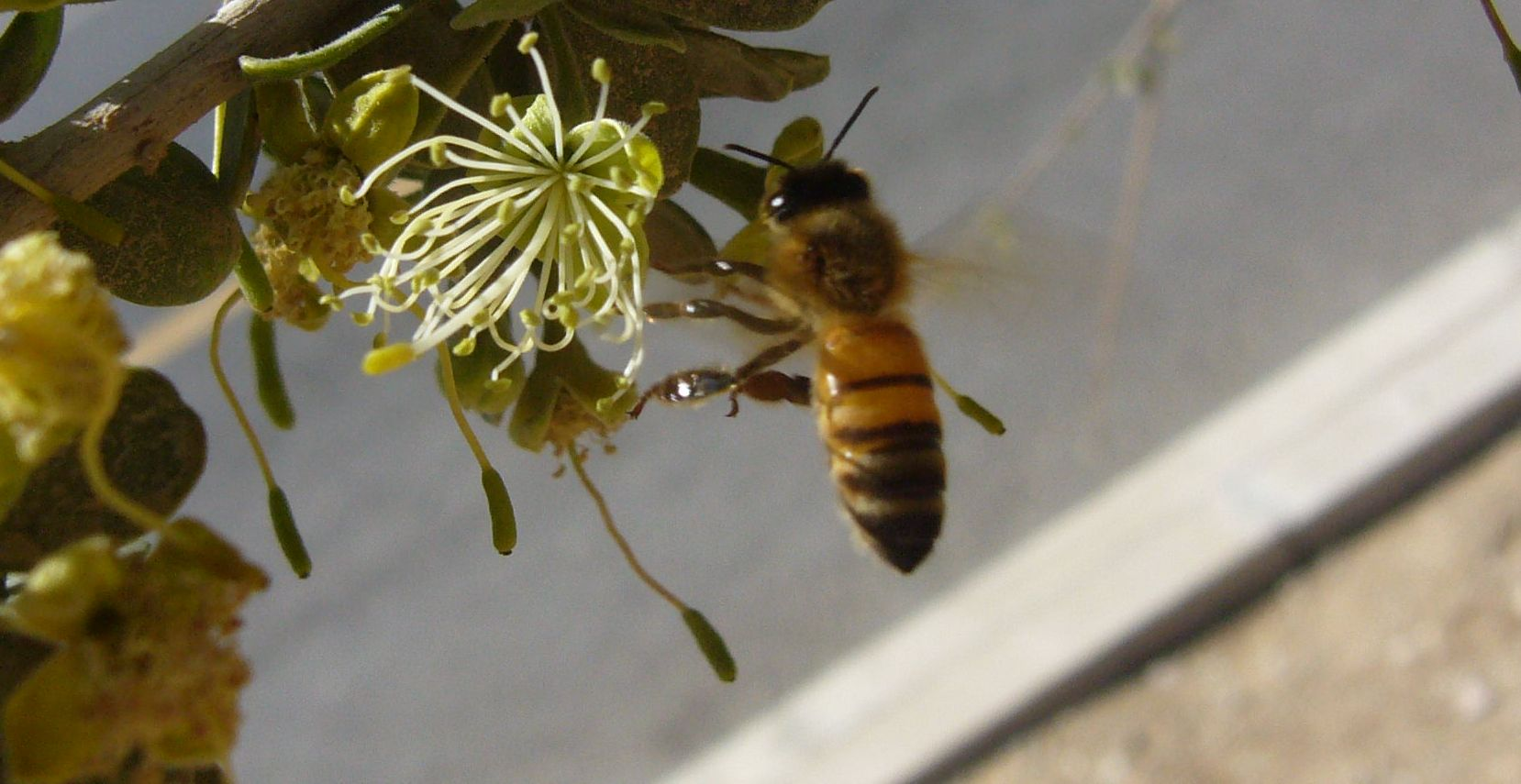
Apis mellifera syriaca

- Apis mellifera syriaca (Buttel-Reepen, 1906) ou abelha síria
- Apis mellifera anatoliaca (Maa, 1953) ou abelha da Anatólia
- Apis mellifera adami (Ruttner, 1975) ou abelha cretense
- Apis mellifera cypria (Maa, 1879) ou abelha cipriota
- Apis mellifera meda (Skorikov, 1929) ou abelha persa
- Apis mellifera caucasica (Gorbachev, 1916) ou abelha caucasiana
- Apis mellifera armeniaca (Skorikov, 1929) ou abelha armênia

### Cruzamentos
- Apis mellifera Buckfast ou abelha Buckfast, raça criada no século XX por Karl Kehrle diante da acariose das abelhas [4] que dizimou o apiário da Abadia de Buckfast
- Abelha assassina

## Abelhas sem ferrão (outrasApidae,Meliponini)[5]
A criação destas espécies é geralmente uma atividade tradicional nas regiões listadas, mas em declínio por causa da concorrência da criação de Apis, que é mais rentável. A apicultura das abelhas sem ferrão ou meliponicultura também ocorre na África e no Sudeste Asiático.

### América Central
- Melipona beecheii (Bennett, 1831)
- Melipona fasciata (Latreille, 1811)
- Frieseomelitta nigra (Cresson, 1878)
- Scaptotrigona pectoralis (Dalla Torre, 1896)
- Scaptotrigona luteipennis (Friese, 1901)
- Scaptotrigona mexicana (Guérin-Méneville, 1845)
- Tetragonisca angustula ((Latreille, 1825)

### Ámérica do Sul
- Frieseomelitta sp.
- Melipona asilvai (Moure, 1971)
- Melipona compressipes (Fabricius, 1804)
- Melipona crinita (Moure & Kerr, 1950)
- Melipona eburnea (Friese, 1900)
- Melipona favosa (Fabricius, 1798)
- Melipona flavolineata (Friese, 1900)
- Melipona fulva (Lepeletier, 1836)
- Melipona grandis (Guérin-Méneville, 1844)
- Melipona quadrifasciata (Lepeletier, 1836)
- Melipona mandacaia (Smith, 1863)
- Melipona seminigra (Friese, 1903)
- Melipona subnitida (Ducke, 1911)
- Melipona rufiventris (Lepeletier, 1836)
- Melipona melanoventer (Schwarz, 1932)
- Melipona scutellaris (Latreille, 1811)
- Scaptotrigona sp.
- Tetragona clavipes (Fabricius, 1804)
- Tetragonisca angustula (Latreille, 1825)
- Tetragonisca weyrauchi (Schwarz, 1943)

### Austrália
- Austroplebeia spp.
- Trigona carbonária (Smith, 1854)
- Trigona hockingsi (Cockerell, 1929)